# Khoa học thần kinh và xu hướng tính dục
Xu hướng tính dục là một sự hấp dẫn lâu dài về tình cảm hoặc tình dục (hoặc cả hai) đối với những người cùng giới hoặc giới tính khác, hoặc với cả hai giới tính hoặc nhiều hơn một giới, hoặc không một giới hay giới tính nào đã kể trên. Nguyên nhân chính yếu và cơ chế của sự phát triển của xu hướng tính dục ở con người vẫn chưa được sáng tỏ, trong khi đó nhiều giả thuyết được đặt ra là dựa trên suy đoán và hiện còn gây nhiều tranh cãi. Tuy nhiên, những phát triển trong khoa học thần kinh đã giải thích và minh họa các đặc điểm liên quan đến xu hướng tính dục. Nhiều nghiên cứu đã khám phá ra những tương quan về cấu trúc, mối quan hệ về chức năng và/hoặc nhận thức, và đặt ra những giả thuyết về sự phát triển liên quan đến xu hướng tính dục con người.

## Sinh học thần kinh về sự phát triển
Nhiều giả thuyết về sự phát triển của xu hướng tính dục đề cập tới sự phát triển thần kinh ở thai nhi, với những mô hình đã được đề xuất minh họa cho sự tiếp xúc với nội tiết tố tiền sinh sản, hệ miễn dịch của người mẹ, và sự bất ổn định trong quá trình phát triển. Những yếu tố được đề xuất khác bao gồm sự kiểm soát di truyền của xu hướng tính dục. Hiện chưa tìm thấy bất cứ bằng chứng thuyết phục nào chứng minh có bất cứ tác động nào từ môi trường hay do học được có ảnh hưởng đến sự phát triển của xu hướng tính dục phi dị tính luyến ái.
Vào năm 2005, người ta giải thích rằng các androgen steroid ảnh hưởng đến sự dị hình giới tính trong não và trong hành vi của động vật có xương sống, như đã được chứng minh trong những mô hình động vật vài thập kỉ trước. Mô hình androgen tiền sinh sản đối với đồng tính luyến ái mô tả ảnh hưởng của sự tiếp xúc giữa những nội tiết tố này đối với sự phát triển về thần kinh của thai nhi. Năm 1985, Geschwind và Galaburda đề xuất rằng những người nam đồng tính có mức độ androgen cao trong những giai đoạn đầu của sự phát triển, và cho rằng sự thay đổi mức độ androgen theo thời gian và cục bộ của não bộ thai nhi đang phát triển là một trong những yếu tố ảnh hưởng đến các đường trao đổi chất dẫn tới đồng tính sau khi sinh. Điều này thúc đẩy các nhà khoa học đi tìm các dấu hiệu soma có thể cho thấy mức độ nội tiết tố tiền sinh sản trong một quần thể bình thường về nội tiết tố một cách dễ dàng mà không cần phải trải qua phẫu thuật hay lắp đặt bất cứ gì trong cơ thể. Nhiều dấu hiệu soma (bao gồm tỷ lệ ngón tay 2D:4D, tiềm năng thính giác được kích thích, hoa tay và kiểu chớp mắt) đã được chứng minh có thể cho thấy sự thay đổi về xu hướng tính dục ở một cá thể trưởng thành khỏe mạnh.
Những bằng chứng khác ủng hộ vai trò của testosterone và nội tiết tố tiền sinh sản trong sự phát triển của xu hướng tính dục bao gồm sự quan sát đối tượng nam giới mắc bệnh lộn ổ nhớp. Họ được xác định là nữ khi sinh, nhưng sau này tự nhận định bản thân là nam. Điều này ủng hộ giả thuyết rằng mức độ testosterone tăng lên có vai trò quan trọng đối với sự phát triển về giới. Thêm vào đó, nữ giới có người mẹ sử dụng diethylstilbestrol (DES) trong thai kì có tỉ lệ song tính luyến ái và đồng tính luyến ái cao hơn.
Sự thay đổi trong vùng dưới đồi có thể có một số ảnh hưởng đến xu hướng tính dục. Nhiều nghiên cứu thể hiện rằng những yếu tố như số lượng tế bào và kích thước của nhiều nhân trong vùng dưới đồi có thể ảnh hưởng tới xu hướng tính dục của một người.

## Nghiên cứu não bộ
Nhân lưỡng hình giới tính ở vùng trước thị (SDN-POA) thuộc vùng dưới đồi trước cho thấy sự khác nhau (giữa giống đực và cái) về cấu trúc cơ thể ở nhiều loài động vật có vú (như cừu, chuột …). Ngoài ra, còn có bằng chứng chứng minh rằng vùng trước thị, hoặc khu vực lân cận, giúp điều hòa hành vi giao phối lưỡng hình giới tính, bao gồm ở cừu và dê – loài vật không hoàn hảo nhưng lại là mô hình phù hợp cho xu hướng tính dục con người. Một điểm có khả năng tương đồng ở con người - khe chứa nhân thứ ba thuộc vùng dưới đồi trước (INAH – 3) - cũng thể hiện sự khác biệt giới tính. Trong những nghiên cứu sau đó, người ta cũng phát hiện rằng đặc điểm này của người nam dị tính và đồng tính cũng khác nhau. Người ta cũng tìm ra bằng chứng chứng minh rằng một số khu vực thuộc vùng dưới đồi trước có thể được kích thích bởi các steroid mang nội tiết tố mùi hương (pheromone); sự kích thích này có có những điểm khác nhau dựa trên giới tính và xu hướng tính dục ở nam và nữ. Do đó, các vùng não giống vùng trước thị có thể có chức năng tham gia điều khiển kích thích tình dục. Có nhiều vùng não khác có liên quan tới xu hướng tính dục con người ngoài vùng trước thị (nhân trên giao thoa thị giác), nhưng những vùng não này không thể nào trực tiếp ảnh hưởng đến những hấp dẫn cơ bản đối với nam hay nữ, bởi vì những vùng này vẫn không được liên kết với hành vi tình dục, nhưng chúng chỉ ra rằng có những khu vực khác cũng "bị thay đổi do giới tính" ở người đồng tính luyến ái so với người dị tính luyến ái.

## Hiệu ứng thứ tự sinh anh em trai
Khoa học thần kinh đã được nhắc đến trong nghiên cứu về thứ tự sinh và xu hướng tính dục của người mang giới tính nam. Một số lượng lớn các nghiên cứu đã chỉ ra rằng một người nam càng có nhiều anh trai cùng mẹ, khả năng người nam ấy là đồng tính luyến ái càng cao. Thông qua việc đo lường, người ta chỉ ra rằng khả năng đồng tính của một trẻ em trai tăng từ 33 đến 48% với mỗi người anh trai. Sự ảnh hưởng này không được tìm thấy ở những đứa trẻ có anh trai nuôi hoặc cùng cha khác mẹ, và điều này đã trở thành dấu hiệu cho một cơ chế sinh học tiền sinh sản. Ray Blanchard và Anthony Bogaert khám phá ra mối tương quan này vào những năm 90, và đặt tên cho nó là "Hiệu ứng thứ tự sinh anh em trai" (FBO). Người ta tin rằng cơ chế này ảnh hưởng đến giai đoạn người mẹ phát triển phản ứng miễn dịch chống lại một chất quan trọng trong sự phát triển của thai nhi nam trong thai kì, và khả năng xảy ra miễn dịch càng lúc càng tăng lên ứng với mỗi thai nhi nam được thụ thai. Người ta nghĩ rằng hiệu ứng miễn dịch này gây ra sự thay đổi trong (một số) giai đoạn phát triển tiền sinh sản của não ở đứa trẻ nam được sinh ra. Mục tiêu của phản ứng miễn dịch là các phân tử (đặc biệt là các protein liên kết Y, được cho là có tham gia trong việc phân biệt giới tính não của thai nhi) trên bề mặt tế bào não của thai nhi nam, bao gồm cả các phân tử ở vị trí của vùng dưới đồi trước (vùng này của não đã được chứng minh có liên hệ với xu hướng tính dục trong một nghiên cứu khác.) Kháng thể được tạo ra trong phản ứng miễn dịch được cho là xuyên qua nhau thai và đi vào bào thai, sau đó liên kết với các phân tử liên kết Y và từ đó thay đổi vai trò của chúng trong việc phân biệt giới tính, khiến cho một số nam giới bị thu hút bởi nam giới thay vì nữ giới. Các chứng cứ hóa sinh ủng hộ cho giả thuyết này được tìm thấy vào năm 2017, rằng mẹ của những người con trai đồng tính luyến ái, đặc biệt là những người có anh trai, có mức độ kháng NLGN4Y cao hơn rất nhiều so với những người nữ khác, bao gồm cả mẹ của những người con trai dị tính luyến ái.
Tuy nhiên, điều này không có nghĩa là tất cả hay hầu hết những người con trai sẽ là đồng tính luyến ái sau nhiều lần người mẹ mang thai con trai, đúng hơn là khả năng con trai sinh ra mang xu hướng tính dục là đồng tính luyến ái tăng lên khoảng 2% sau con trai đầu lòng, 4% sau con thứ hai, 6% sau con thứ ba và tiếp tục tăng lên như vậy. Các nhà khoa học ước tính có khoảng từ 15% đến 29% những người nam có xu hướng tính dục là đồng tính luyến ái là do hiệu ứng này, nhưng con số thực sự có thể còn cao hơn, do người mẹ có thể đã từng bị sảy thai và phá thai con trai trước đó. Điều này có thể đã khiến cơ thể người mẹ sản sinh ra kháng nguyên liên kết Y. Thêm vào đó, hiệu ứng này không có ảnh hưởng đối với những người nam thuận tay trái. Bởi vì nó phụ thuộc vào tay thuận, tay thuận lại là đặc điểm được quyết định trước khi được sinh ra, nó khẳng định thêm tính sinh học chứ không phải tâm lý của hiệu ứng thứ tự sinh anh em. Hiệu ứng thứ tự sinh không được áp dụng vào quáqua trình phát triển xu hướng tính dục đồng tính luyến ái ở nữ giới. Blanchard không tin rằng cùng một phản ứng kháng thể sẽ gây ra đồng tính luyến ái ở con trai đầu lòng - thay vào đó, nó có thể là do di truyền, do nội tiết tố tiền sinh sản và nhiều phản ứng miễn dịch khác của người mẹ ảnh hưởng sự phát triển não bộ của thai nhi.
Những nghiên cứu không nhận thấy sự tương quan giữa đồng tính nam và thứ tự sinh thường bị chỉ trích vì sai lầm trong phương pháp luận và phương pháp chọn mẫu. Ray Blanchard xem hiệu ứng như "một trong những biến số dịch tễ học đáng tin cậy nhất từng được xác định trong nghiên cứu xu hướng tính dục," và J. Michael Bailey đã nói rằng không có giả thuyết hợp lý nào ngoài phản ứng miễn dịch của người mẹ đã từng được tìm ra.

## Hướng nghiên cứu
Vào năm 2005, các hướng nghiên cứu bao gồm:
- Tìm kiếm các dấu hiệu cho thấy mức độ steroid trong não thai nhi giúp làm nổi bật sự phát triển thần kinh sớm dẫn đến một số xu hướng tính dục nhất định
- Xác định chính xác mạch thần kinh quyết định xu hướng tính dục
- Sử dụng các mô hình động vật để tìm hiểu những yếu tố di truyền và phát triển ảnh hưởng đến xu hướng tính dục
- Nghiên cứu sâu hơn về quần thể, di truyền và các dấu hiệu huyết thanh học để làm rõ và xác định ảnh hưởng của hệ miễn dịch của người mẹ
- Nghiên cứu hình ảnh thần kinh học để định lượng sự khác biệt bao quát liên quan đến xu hướng tính dục trong cấu trúc và chức năng
- Nghiên cứu về các hóa chất trong hệ thần kinh để xem xét vai trò của các steroid tình dục đối với hệ mạch thần kinh tham gia vào sự hấp dẫn về tình dục